# Liettres
Liettres är en kommun i departementet Pas-de-Calais i regionen Hauts-de-France i norra Frankrike. Kommunen ligger i kantonen Norrent-Fontes som tillhör arrondissementet Béthune. År 2022 hade Liettres 368 invånare.

## Befolkningsutveckling
Antalet invånare i kommunen Liettres
| Referens: INSEE |